# Jacques Roynette
Pour les articles homonymes, voir Roynette.
Jacques Roynette, né le 19 mai 1936 à Saint-Germain-sur-Morin (Seine-et-Marne),  est un homme politique, enseignant puis haut fonctionnaire français, sans être issu de l'ENA, et avec un parcours atypique. Comme haut fonctionnaire, il est notamment haut-commissaire de la République en Nouvelle-Calédonie et est confronté à des troubles entre Caldoches et Kanaks indépendantistes, et à une fusillade, à Hienghène, qui fit dix morts parmi les Kanaks. Il est également membre du Parti socialiste (PS).

## Parcours politique
D'abord membre du PSU, il est candidat de ce parti dans la Première circonscription de Seine-et-Marne en 1962.
Il rejoint ensuite la FGDS et le PS.
Mandats :
- Maire de Vert-Saint-Denis (1971-1983)
- Conseiller général du canton de Savigny-le-Temple (1976-1982)
- Président du conseil général de Seine-et-Marne (1979-1982)

## Parcours professionnel
Ce fils d'enseignant, après être passé par le lycée Charlemagne à Paris et l’école normale d’instituteurs de Melun,  est tout d'abord simple enseignant lui aussi : instituteur puis professeur au collège et directeur adjoint de collèges en Seine-et-Marne,. De 1980 à 1982, il devient président-directeur-général de la Société pour l'équipement de la Seine-et-Marne.
Le 28 octobre 1982, il est nommé, par le gouvernement de gauche de Pierre Mauroy et le ministre de l'intérieur Gaston Defferre,  haut-commissaire de la République en Nouvelle-Calédonie
,,. Dans ce poste, il est confronté à des tensions importantes dans la population de l'île, entre Européens métropolitains, Caldoches, Kanaks et métis. Les militants indépendantistes du FLNKS veulent obtenir un référendum d'autodétermination sur le territoire. . La tension est autant raciale que politique, bien que l'important métissage chez une bonne partie des Caldoches et une partie des Kanaks ne permette pas de réduire la problématique à une simple opposition "blancs/noirs". 
Le 6 septembre 1984, un nouveau statut pour l'île prévoit la tenue de ce référendum, mais dans cinq ans, ce qui est jugé trop lointain par les indépendantistes. La situation continue à se dégrader. Les Caldoches se sentent menacés à la suite d'incendies et de pillages répétés de maisons d'éleveurs caldoches, sans que les pouvoirs publics et en particulier le Haut-Commissaire prennent la mesure de la situation. 
Le FLNKS perturbe les élections territoriales de mi-novembre 1984 : ainsi, à Lifou, le maire  brûle lui-même le matériel électoral et à  Canala, l'un des principaux leaders du mouvement, Eloi Machoro, détruit les urnes à coups de hache. La photo est diffusée dans les médias  du monde entier. Les appels au calme du Haut-Commissaire ne sont pas écoutés. Le sénateur Dick Ukeiwé, président du parti pro-Français, le RPCR, met la pression sur Jacques Roynette en lui déclarant : « C'est à vous de faire régner l'ordre. Le gouvernement que je préside vous met solennellement en demeure de prendre les dispositions pour que la paix civile soit rétablie dans les plus brefs délais. Faute de quoi, avec mon gouvernement, avec l'aide de la population, j'assumerai toutes les responsabilités nécessaires à la sauvegarde de la sécurité des personnes. ».  Le 1er décembre 1984, un décret rappelle Jacques Roynette  en France métropolitaine. 
Mais dans la nuit du 4 au 5 décembre 1984, alors que son successeur Edgard Pisani, muni de plus de pouvoirs qu'il n'en a jamais eu, n'est pas encore sur place, des Caldoches métis, lassés par les exactions répétées (pillages, incendies, massacre de bétail), et devant l'inaction des autorités, se constituent en auto-défense, montent une embuscade à Hienghène. Dix Kanaks indépendantistes sont tués, dont deux frères de Jean-Marie Tjibaou, chef indépendantiste. La fusillade provoque la mise en place de barrages dans l'île par les Kanaks, barrages que Jean-Marie Tjibaou fait lever pour tenter de calmer les esprits,. Quelque temps plus tard, l'un des acquittés est abattu chez lui en Brousse, son meurtrier ne sera jamais retrouvé. Quatre ans durant, de 1984 à 1988, cette île  aux antipodes, ce caillou, va vivre au rythme des émeutes, comme celle du 8 mai 1985 à Nouméa, et des massacres comme à Hienghène en décembre 1984, et Ouvéa en mai 1988.
De retour en métropole, Jacques Roynette est successivement préfet des Côtes-d’Armor de 1985 à 1986, préfet placé hors-cadre en 1986, sous la première cohabitation, puis de nouveau préfet de Vendée de 1989 à 1991, et préfet du Gard de 1991 à 1993.
Il prend sa retraite en 1998 a vécu à Conques-sur-Orbiel (Aude, Languedoc-Roussillon) où il rédigea Le Piège calédonien. et vit actuellement à Pornic en Loire-Atlantique (44).

## Décorations
- Chevalier de la Légion d'honneur Il est fait chevalier le 14 avril 1990[15].
- Officier de l'ordre national du Mérite

## Œuvres
- Jacques Roynette, Le Piège calédonien, 2009, L’Harmattan, 216 pages  (ISBN 978-2-296-07359-3)[16]